# Leptotarsus (Tanypremna) perornatus
Leptotarsus (Tanypremna) perornatus is een tweevleugelige uit de familie langpootmuggen (Tipulidae). De soort komt voor in het Neotropisch gebied.